# Barnsley
Barnsley es una ciudad de Inglaterra, en Yorkshire del Sur. Se encuentra a orillas del río Dearne, a 19 km al norte de la ciudad de Sheffield, a 27 km al sur de Leeds y a 23 km al oeste de Doncaster. La ciudad está rodeada de varios asentamientos más pequeños que en conjunto forman el municipio metropolitano de Barnsley, de los cuales Barnsley es el más grande y el centro administrativo. La ciudad metropolitana tenía una población de 218.063 según el censo de 2001 del Reino Unido; el Área Urbana de Barnsley tenía una población de 71.599.

## Deportes
El club de fútbol de la ciudad, el Barnsley FC, se desempeña en la EFL Championship, el segundo nivel del fútbol nacional. Sus partidos de local los juega en el Estadio Oakwell cuyo aforo supera los 23.000 espectadores.